# Nesmith Ankeny
Nesmith Ankeny (ur. 1927 w Walla Walla, zm. 4 sierpnia 1993 w Seattle) – amerykański matematyk specjalizujący się w teorii liczb oraz w teorii gier.